# Трейдер

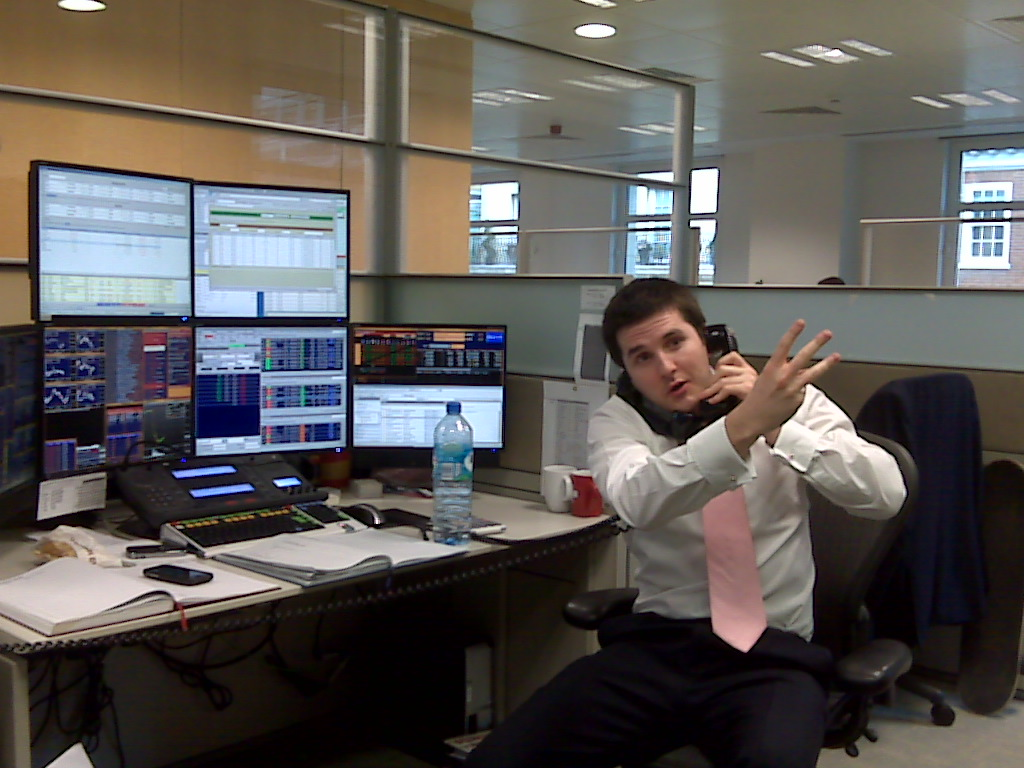
Робоче місце сучасного професійного трейдера

Кількість угод укладених трейдерами на «Українській біржі» в 2009-10 рр.

Трейдер (англ. Trader, від trade — торгувати) — учасник біржової торгівлі, спеціаліст в області фінансів, людина, що здійснює торгово-інвестиційні операції з цінними паперами (облігаціями, акціями та іншими фінансовими інструментами) з метою отримання прибутку.
Суть роботи полягає у покупці пакетів акцій, валюти та інших активів за однією ціною та перепродаж їх за іншою, більш високою. За рахунок різниці цін трейдер збагачується. Але не все так просто, як здається — для справді успішної роботи необхідно досконало вивчити ринок і всі фактори, які на нього впливають, навчитися читати графіки цін на валюту та акції, правильно інтерпретувати все вивчене і тільки тоді будуть максимальні шанси на укладання вигідних угод купівлі/продажу.
Трейдер може працювати як у фінансовій установі (хеджевий фонд, банк тощо) торгуючи капіталом (часткою капіталу) цієї установи — інституціональний трейдер. У цьому разі він отримує фіксовану заробітну плату і як правило відсоток з отриманого ним прибутку. Також трейдер може оперувати власним капіталом. У цьому випадку всі фінансові ризики трейдер бере виключно на себе, отже і весь прибуток або збиток отриманий трейдером йде на його власний баланс. Таких трейдерів називають приватними, незалежними трейдерами або селфтрейдерами. Як правило більшість видатних інституціональних трейдерів у фінансовому світі, з часом стають незалежними, створюючи власні фонди й беручи в довірче управління капітали інших фізичних та юридичних осіб. Деякі західні хеджові фонди оперують капіталом в понад 100 млрд дол. США (Фонд Сороса та ін).
За стратегіями торгівлі трейдерів розподіляють на:
- Денних трейдерів (day trayders) — трейдер, що протягом доби проводить не менше однієї транзакції;
- Позиційних (свінгових) трейдерів — як правило 2-4 транзакції протягом місяця;
- Середньострокових трейдерів — декілька транзакцій в рік;
- Довгограючих трейдерів (інвесторів) — 1 транзакція в півроку, а то й в декілька років.

Вид стратегії торгівлі трейдер вибирає сам індивідуально, залежно від складу власного характеру, вільного часу тощо. Головна вимога — прибутковість торгівлі. Може використовувати будь-який метод торгівлі, механічну торгову систему, технічний аналіз, фундаментальний, інтуїтивний. Однак стратегії, які не орієнтовані на довгострокову перспективу, вважаються негативними як особиста поведінка, так і тому, що вони створюють потенційну шкоду для реальної економіки.
До часів комп'ютеризації торгівлі трейдерам доводилось працювати або з допомогою телефону, або бути присутнім на самій біржі. З того часу зберігся розподіл трейдерів залежно від їх місця праці, на: «трейдер в ямі», та «трейдер в залі». Перший, як правило, денний трейдер або дрібний трейдер (з малим капіталом), другий — той що в «залі» — як правило, крупний трейдер, який оперує великими капіталами. З запровадженням електронної торгівлі частка трейдерів, що працюють виключно на біржі, знижується.

## Сленг

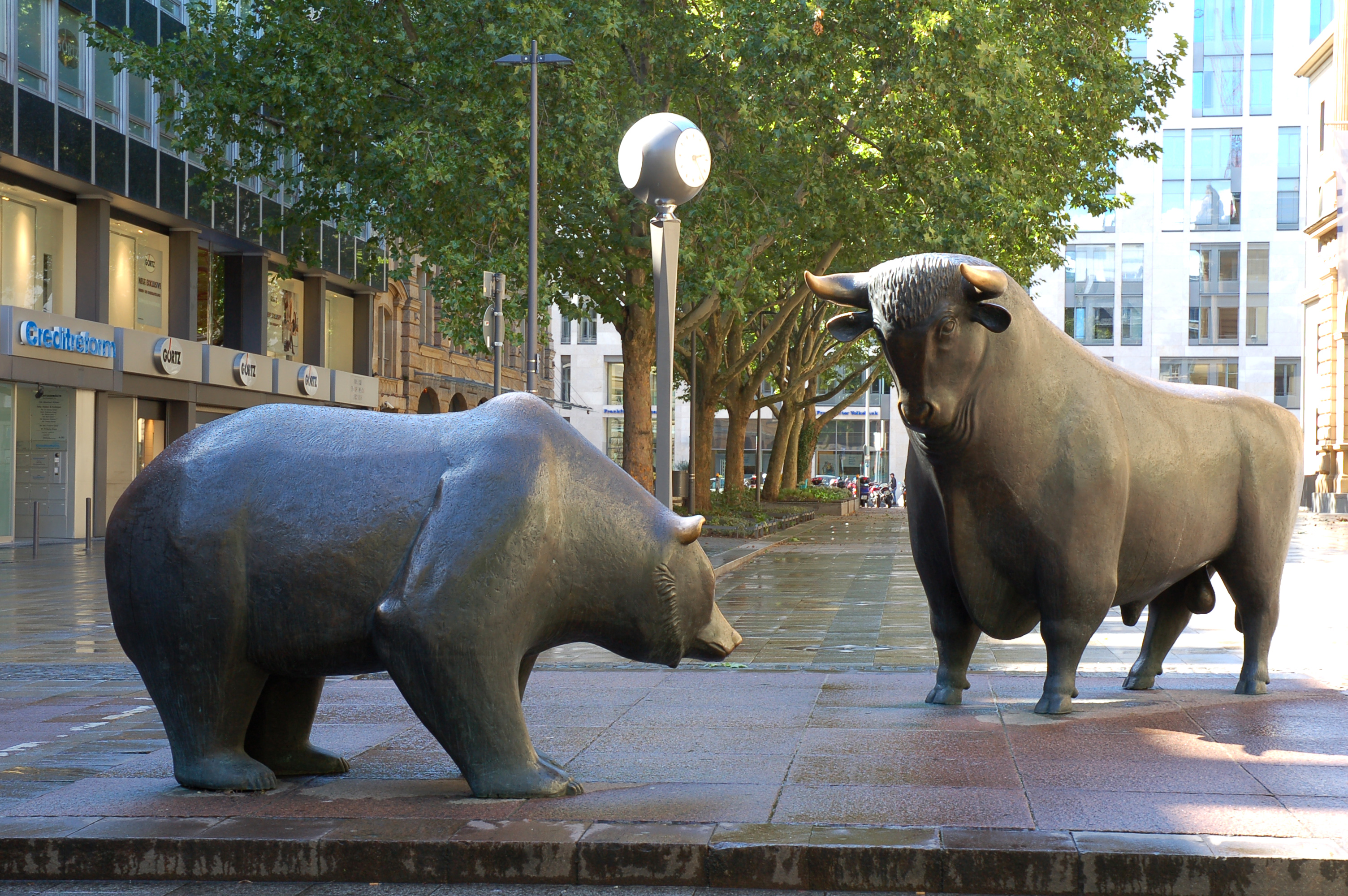
Фігури бика і ведмедя перед Франкфуртською фондовою біржею

В залежності від стратегії поведінки на фондовій біржі трейдерів поділяють на дві основні групи:
- «Бики» — трейдери, які заздалегідь скуповують цінні папери, сподіваючись, що їхня ціна з часом зросте, щоб потім вигідно продати їх дорожче. Така стратегія піднімає ціну цінних паперів, подібно бику, що піднімає рогами свого ворога.
- «Ведмеді» — трейдери, які роблять ставку на те, що цінні папери будуть падати в ціні, щоб потім купити їх дешевше. Своїми діями вони можуть направити ціни вниз, подібно ведмедю, що б'є ворога лапою зверху вниз.

Іноді серед трейдерів виділяють інші групи:
- «Свині» — жадібні трейдери, що в гонитві за ще більшою наживою перетримують свої позиції, навіть, коли ситуація на ринку починає мінятися на протилежну. Також вони купують чи продають непомірно великі для них позиції і можуть прогоріти при першому ж незначному коливанні ринку не на їхню користь. Отримали назву через те, що в англійців свиня — символ жадібності.
- «Вівці» — занадто обережні та нерішучі трейдери, що слідують тенденціям, чуткам і порадам.
- «Лосі» — трейдери, які зазнають збитків (від англ. loss — «збиток»). Вираз «зловити лося» означає скоїти провальну операцію.
- «Зайці» — трейдери, які намагаються заробляти на невеликих коливаннях курсів, купуючи і продаючи активи всередині однієї торгової сесії.
- «Вовки» — досвідчені спекулянти, які рідко роблять збиткові угоди.